# Mapa Świętej Warmii

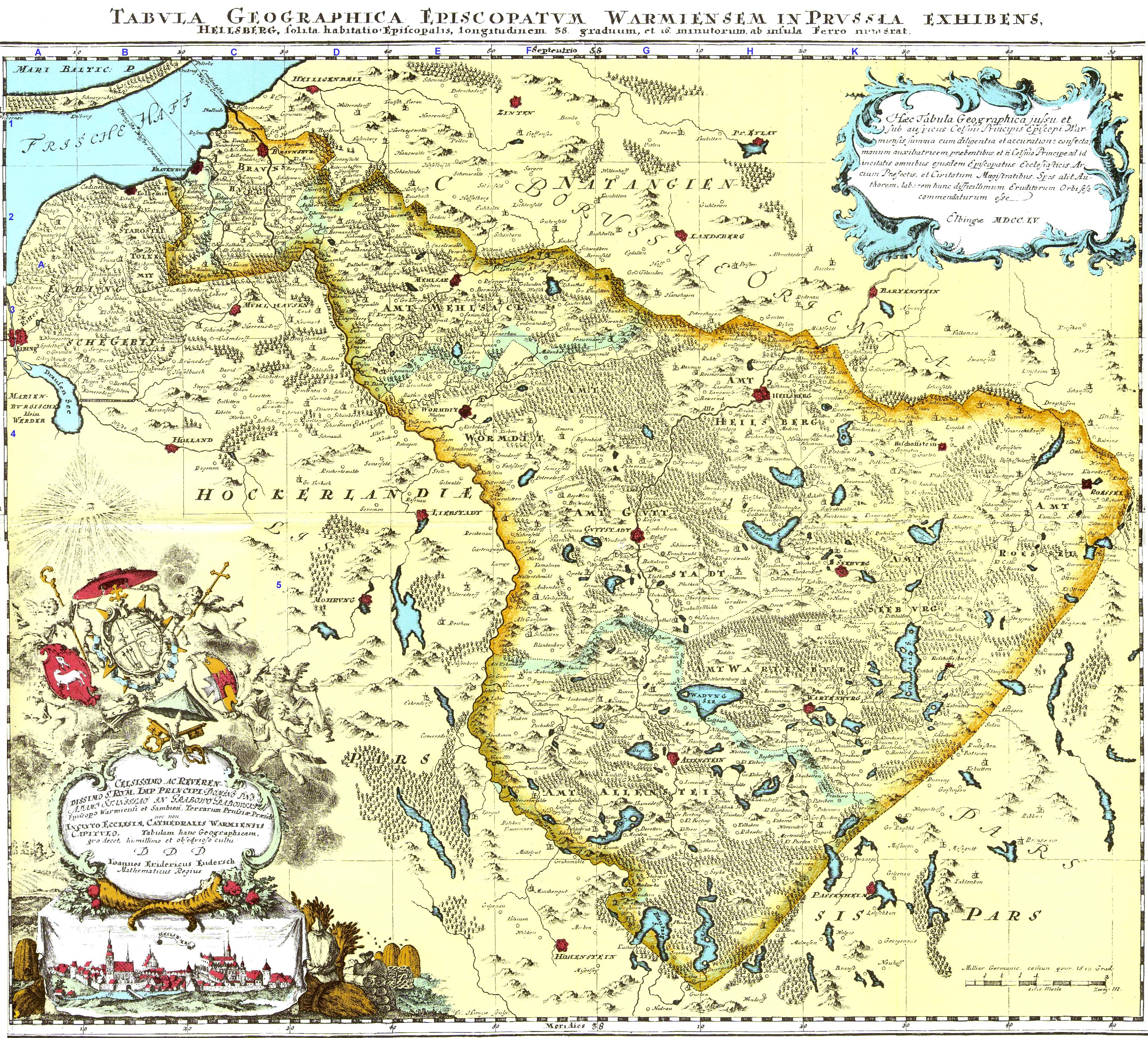
Mapa Świętej Warmii, reprint

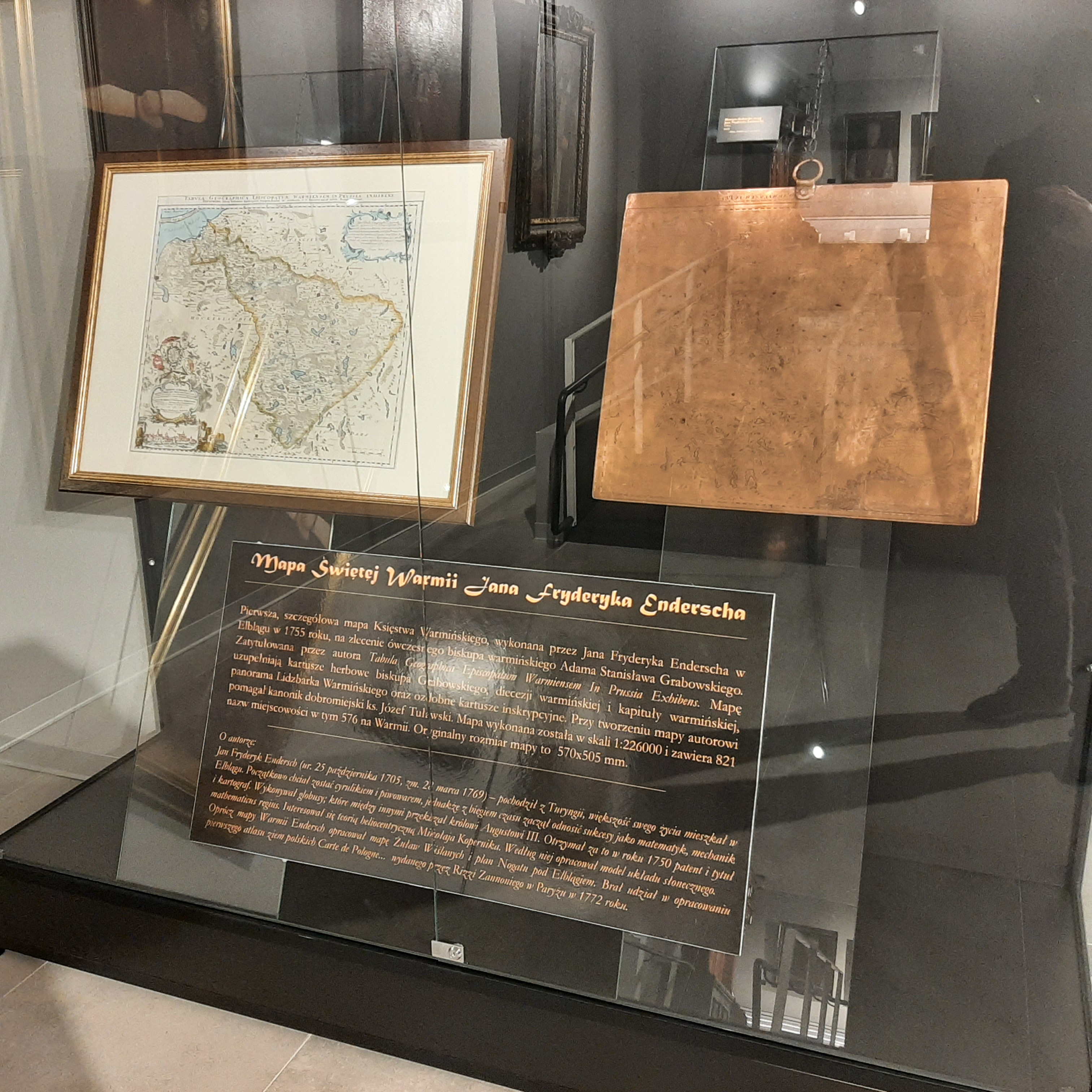
Mapa Świętej Warmii oraz jej miedziana matryca na wystawie w Muzeum Archidiecezji Warmińskiej w Olsztynie

Mapa Świętej Warmii została wykonana w roku 1755 przez matematyka i geografa z Elbląga, Jana Fryderyka Enderscha (1705-1796). Wykonał ją na zlecenie biskupa warmińskiego Adama Stanisława Grabowskiego, a obejmowała ona obszar księstwa warmińskiego.
Była to pierwsza tak szczegółowa mapa Warmii. Na mapie Endersch umieścił symbol Opatrzności Bożej, herb biskupa Grabowskiego oraz herby biskupstwa warmińskiego (Baranek Boży) i kapituły warmińskiej (półkrzyż i brama), a także panoramę Lidzbarka Warmińskiego, który był siedzibą biskupów warmińskich. 
Mapę Warmii Endersch sporządził w dwóch wersjach. W pierwszej wersji geograf z Elbląga niewłaściwie zatytułował kapitułę warmińską, ta zaś obrażona odmówiła przyjęcia mapy. Została przyjęta dopiero po wprowadzeniu poprawek. Pracę swą Endersch nazwał "Tabula Geographica Episcopatum Warmiensem In Prussia Exhibens". Mapa została wydana w Elblągu w roku 1755. Na mapie wyraźnie widać granice Warmii i jak na stan kartografii w połowie XVIII w. była bardzo dokładna. Miała wymiary 570 × 505 mm; wykonana została w skali 1:226 000. Na mapie znalazło się 821 nazw miejscowych, z których 576 znajduje się na Warmii.
W zbieraniu materiału topograficznego do mapy Enderschowi pomagał matematyk i astronom warmiński, kanonik dobromiejski Józef Tuławski.
Mapa Warmii Enderscha do dziś jest dobrze czytelna i jak niegdyś wzbudza uznanie kartografów.